# Aria Air
Aria Air (перс. هواپیمایی آریاهواپیمایی آریا‎, Aria Airlines, Aria Tour) — іранська авіакомпанія, що базується в Тегерані, в Міжнародному аеропорту Мехрабад. Aria Air виконує регулярні та чартерні міжнародні і внутрішні пасажирські авіаперевезення. Авіакомпанія була заснована в 2000 році як Aria Air Tour.

## Флот
Спочатку авіакомпанія мала в своєму парку літаки Як-40, згодом передані Tajik Air. На час підвищеного попиту на пасажирські авіаперевезення Aria Air брала в оренду літаки Ту-154 у KrasAir, Когалимавіа, Башкирських авіаліній та інших авіакомпаній.
У 2004 році авіакомпанія придбала два літака Fokker 50 (реєстраційні номери — EP-EAH, EP-EAF), експлуатувалися з 1991 року, у Lufthansa Cityline.
На липень 2009 року повітряний парк авіакомпанії налічував 4 літака:
- 2 Fokker 50: EP-EAF, EP-EAH
- 2 Іл-62: UP-I6204 та UP-I6205 — взяті в лізинг у Sayat Air.

За свою історію Aria Air виконувала рейси в Тегеран, Мешхед, Шираз, Бушир, Бендер-Аббас, Кіш, Шарджі, Ахваз , Керманшах, Дамаск,Тебріз Ісфахан і Дубай.

## Події
- 13 листопада 2000 року був захоплений літак Як-40 (EP-EAM), що належить Aria Air, і здійснює рейс (номер рейсу — 1492) за маршрутом Ахваз — Бендер-Аббас. У літаку перебувало 39 пасажирів і 7 членів екіпажу.[6] В результаті викрадення літака, були поранені троє членів екіпажу.[7]
- 24 липня 2009 року, рейс 1525 між Тегераном та містом Мешхед, виконуваний Aria Air на літаку Іл-62 (реєстраційний номер UP-I6208), здійснив аварійну посадку в аеропорту міста Мешхед, в результаті якої він виїхав за межі злітно-посадочної смуги і врізався в стіну. В пригоді загинуло 17 чоловік, 30 пасажирів отримали поранення різного ступеня тяжкості.[8][9] Також серед загиблих був капітан Мехді Дадпей (Mehdi Dadpei) — директор авіакомпанії Aria Air.[10]